# Nawaf Mubarak
Nawaf Mubarak Al Darmaki (arabe : نواف مبارك الدرمكي) (né le 31 août 1981 à Charjah aux Émirats arabes unis) est un joueur de football international émirati, qui évolue au poste de défenseur.

## Biographie

### Carrière en sélection
Avec l'équipe des Émirats arabes unis, il joue 11 matchs (pour un but inscrit) entre 2004 et 2009. 
Il figure notamment dans le groupe des sélectionnés lors des Coupes d'Asie des nations de 2004 et de 2007.

## Palmarès
Bani Yas
- Coupe du golfe des clubs champions (1) :
  - Vainqueur : 2012-13.
- Coupe des Émirats arabes unis :
  - Finaliste : 2011-12.

 Al Ahli
- Championnat des Émirats arabes unis
  - Champion : 2016.